# Betio Soccer Field
Betio Soccer Field – to wielofunkcyjny stadion w Betio na Kiribati. Jest obecnie używany głównie dla meczów piłki nożnej. Swoje mecze rozgrywa na nim drużyna piłkarska Betio Town Council FC.